# گورستان تاریخی کوره ویله
قبرستان تاریخی کوره ویله مربوط به هزاره اول قبل از میلاد است و در شهرستان چرداول، بخش مرکزی، روستای باغله واقع شده و این اثر در تاریخ ۱۷ اسفند ۱۳۸۱ با شمارهٔ ثبت ۷۹۹۵ به‌عنوان یکی از آثار ملی ایران به ثبت رسیده است.